# Noailles (Adelsgeschlecht)

Stammwappen

Noailles ist der Name eines alten französischen Adelsgeschlechts, das aus Noailles im Limousin stammt und dessen ununterbrochene Stammreihe 1225 beginnt. Die Familie bildete mehrere Zweige in der Auvergne und Guyenne.
Das Herzogtum Noailles wurde 1663 für Anne de Noailles, Comte d’Ayen, durch Erhebung der Herrschaft Brive zum Herzogtum gebildet, die sich bereits seit dem 11. Jahrhundert im Besitz der Familie befand, erweitert durch die Herrschaften Larche, Terrasson und Mansac.
Der Titel Herzog von Ayen wurde 1737 durch die Erhebung der Grafschaft Ayen zum Herzogtum Ayen kreiert, zugunsten von Louis de Noailles (1713–1793), der 1766 auch den Titel Herzog von Noailles erbte. Seither trägt der künftige Erbe des Titels Duc de Noailles den Titel Duc d'Ayen.
Der Marschall Philippe de Noailles, ein jüngerer Bruder des 4. Herzogs von Noailles, erbte 1729 von einer Tante die Herrschaft Poix-de-Picardie, die 1765 für ihn zum Fürstentum (principauté) erhoben wurde. 1747 erhielt er den spanischen Titel Duc de Mouchy. In diesem Zweig wird seither der Titel Prince de Poix traditionell vom ältesten Sohn des Herzogs von Mouchy geführt. Seit 1741 ist der jeweilige Herzog auch Grande erster Klasse von Spanien.
Der Familie gehörten ein Kardinal und vier Marschälle von Frankreich an.

## Vertreter

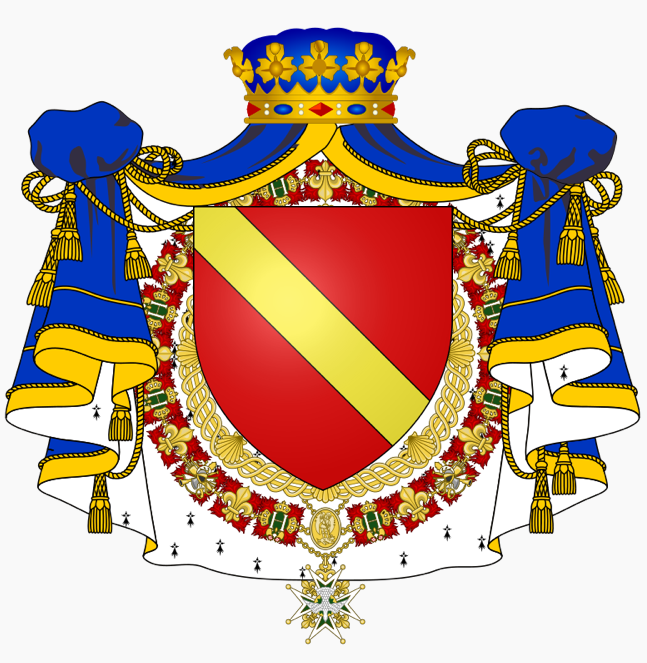
Herzogliches Wappen

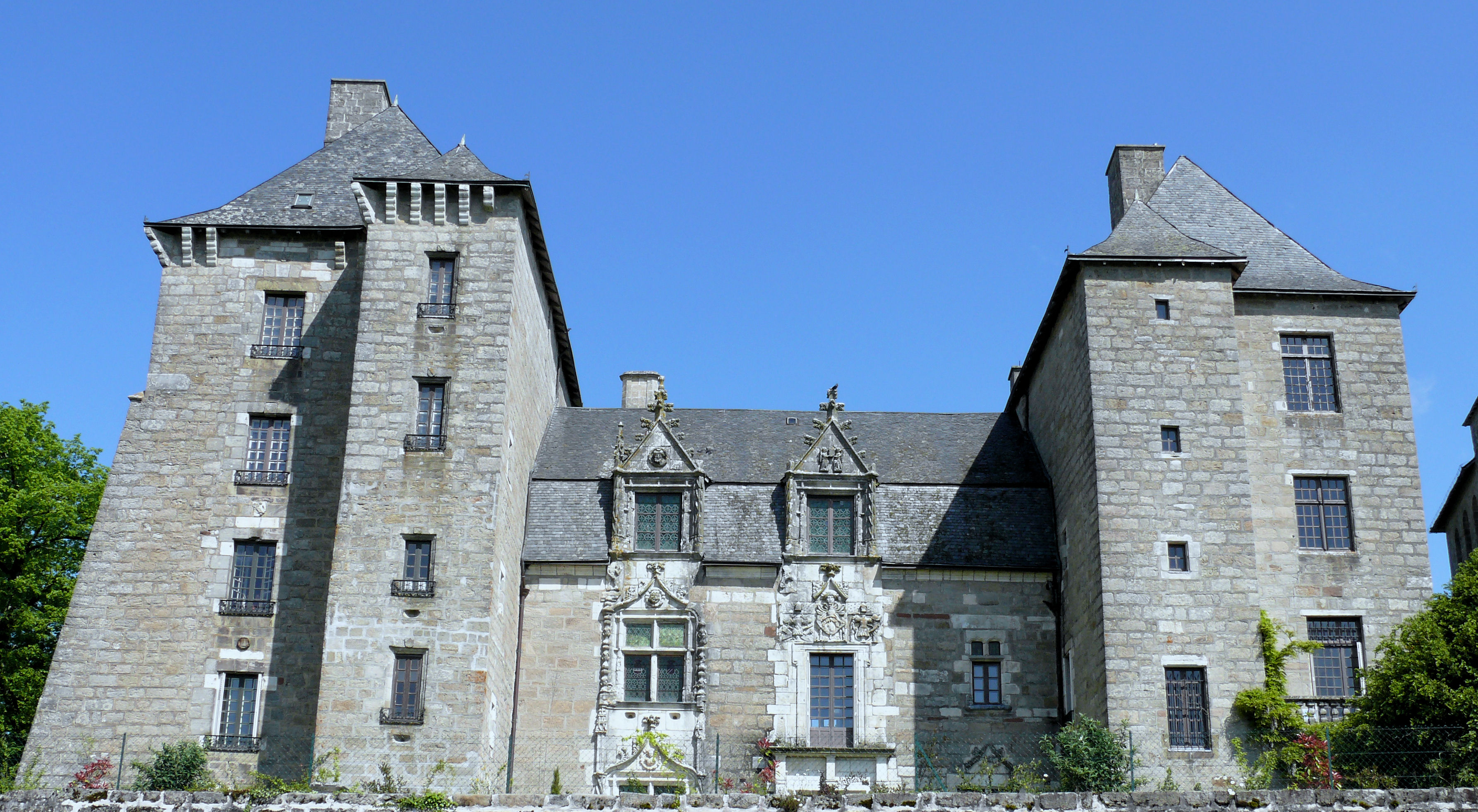
Schloss Noailles (Corrèze)

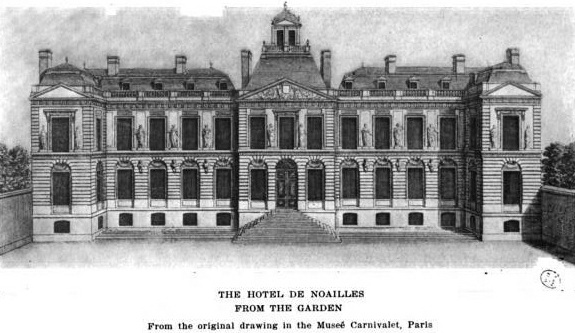
Hôtel de Noailles, Paris

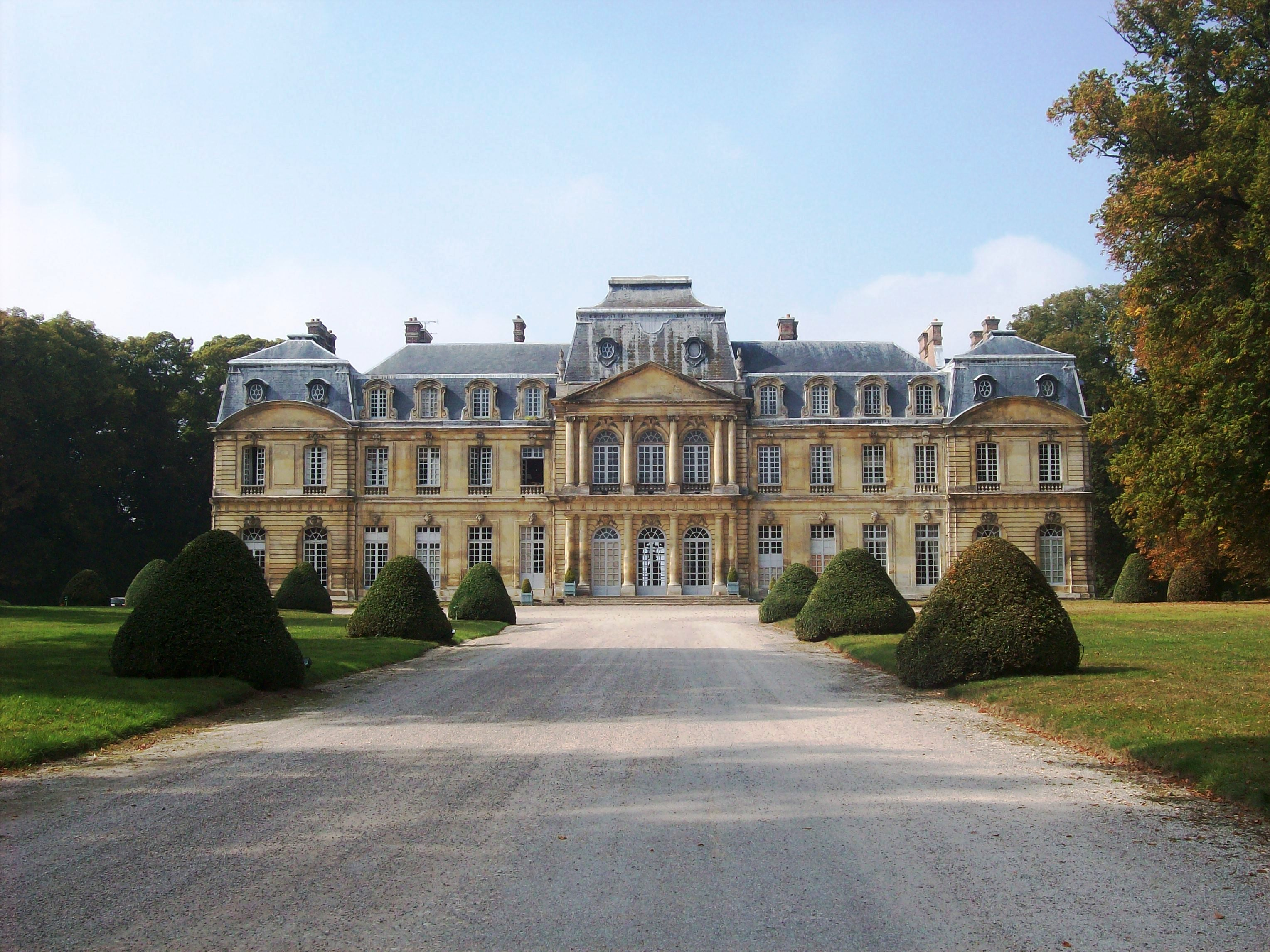
Schloss Champlâtreux

Ihr erster bedeutender Vertreter war Antoine de Noailles (1504–1562), Admiral von Frankreich und Botschafter in England während dreier wichtiger Jahre, 1553–1556. Sein Sohn war Henri de Noailles (1554–1623), Heerführer in den Religionskriegen. Er wurde von Heinrich IV. 1593 zum Herzog von Ayen erhoben. Der Enkel des ersten Grafen war Anne de Noailles († 1678). Er spielte eine wichtige Rolle in der Fronde und den ersten Regierungsjahren Ludwigs XIV., wurde Generalkapitän der neuerworbenen Provinz Roussillon und 1663 zum Herzog von Noailles und Pair von Frankreich erhoben.
Die beiden Söhne des ersten Herzogs führten die Familie zum Höhepunkt ihres Ruhms. Der älteste, Anne-Jules de Noailles (1650–1708), war einer der wichtigsten Generale der späten Regierungszeit Ludwigs XIV. Er kommandierte sein régiment de Noailles im Spanischen Erbfolgekrieg und wurde 1693 Marschall von Frankreich. Ein jüngerer Sohn, Louis-Antoine de Noailles (1651–1720), Herzog von Saint-Cloud, wurde 1695 Erzbischof von Paris und 1699 Kardinal.
Im 18. Jahrhundert tritt der Name Noailles wiederholt in der französischen Geschichte auf. Adrien-Maurice de Noailles (1678–1766), der dritte Herzog, diente in allen wichtigen Kriegen Ludwigs XV. in Italien und Deutschland. 1711 erwarb er das Hôtel de Noailles in Paris, Rue Saint-Honoré 211–221. Er wurde 1734 Marschall von Frankreich. Sein letztes Kommando war 1743 die Schlacht bei Dettingen im Österreichischen Erbfolgekrieg. Er heiratete Marie-Françoise d'Aubigné, eine Nichte der Madame de Maintenon, und hatte mit ihr zwei Söhne, die ebenfalls Marschall von Frankreich wurden.
Der ältere Sohn, Louis de Noailles (1713–1793), der bis zum Tod seines Vaters 1766 den Titel duc d'Ayen trug, bevor er als 4. duc de Noailles nachfolgte, kämpfte in fast allen Kriegen des 18. Jahrhunderts. Er zeichnete sich zwar nicht besonders aus, wurde aber trotzdem 1755 zum Marschall ernannt. Er weigerte sich während der Französischen Revolution zu emigrieren und entkam der Guillotine nur, weil er 1793 starb, bevor die Terrorherrschaft ihren Höhepunkt erreichte. Am 4. Thermidor III (22. Juli 1795) wurden seine Frau, die 70-jährige Herzogin von Noailles, ihre Schwiegertochter, die Herzogin von Ayen und ihre Enkelin, die vicomtesse de Noailles, hingerichtet.
Paul-François de Noailles (1739–1824), der 5. Herzog, diente ebenfalls in der Armee, wandte sich dann aber den Naturwissenschaften zu und wurde 1777 in die Académie des sciences gewählt. Er wurde 1766 nach dem Tod seines Großvaters Herzog von Ayen und nach dem Tod seines Vaters 1793 Herzog von Noailles. Er war 1792 in die Schweiz emigriert und kehrte erst zur Restauration 1814 zurück, um seinen Platz als Pair einzunehmen. Das enteignete Hôtel de Noailles wurde ihm zurückerstattet, er verkaufte es jedoch an Francis Egerton. Der Bruder des 5. Herzogs, Emmanuel Marie Louis de Noailles (1743–1822), marquis de Noailles, war von 1770 bis 1776 Botschafter in Amsterdam, 1776 bis 1783 in London und 1783 bis 1792 in Wien.
Da der 5. Herzog keinen Sohn hatte, ging der Herzogtitel auf seinen Großneffen Paul de Noailles (1802–1885) über, einen Historiker und Schriftsteller, der 1849 in die Académie française gewählt wurde. Dessen zweiter Sohn Emmanuel-Henri-Victurnien, marquis de Noailles (1830–1909) wurde 1872 französischer Gesandter in Washington, D.C., 1873 Botschafter in Rom, 1882 in Konstantinopel und nahm 1886 seinen Abschied. Er machte sich durch Werke über Polen bekannt („La Pologne et ses frontières“, Paris 1863; „La poésie polonaise“, Paris 1866, und „Henri de Valois et la Pologne en 1572“, Paris 1867, 3 Bände).
Adrien de Noailles (1869–1953), der seit 1895 8. Duc de Noailles, überlebte seinen einzigen Sohn Jean (1893–1945), der als Kämpfer der Résistance 1945 im Konzentrationslager Bergen-Belsen umkam, sowie seinen Enkel Adrien (1925–1944), der 1944 als Résistance-Kämpfer in den Vogesen fiel. Dessen Schwester Geneviève de Noailles und ihr Ehemann Jean Raindre stifteten das Schloss Noailles 1983 der Fondation Mansart zum Zweck der Erhaltung, ebenso stifteten sie das Schloss Maintenon. Der Titel ging auf einen Neffen des 8. Herzogs über, François de Noailles (1905–2009), danach auf dessen Sohn Hélie de Noailles (* 1943), der als Industriemanager und politischer Beamter im Außenministerium bekannt wurde. Sitz des Herzogs ist das Schloss Champlâtreux.

## Der Zweig Noailles-Mouchy

Wappen der Herzöge von Mouchy, Granden von Spanien

Philippe de Noailles, seit 1741 Grande erster Klasse von Spanien, seit 1747 spanischer Duque de Mouchy, seit 1765 Prince de Poix (1715–1794), war ein jüngerer Bruder des 4. Herzogs von Noailles und ein bedeutenderer Soldat als dieser. Er diente in der Schlacht bei Minden und in anderen Feldzügen und wurde 1775 am selben Tag wie sein Bruder Marschall von Frankreich. Er war Ritter des Ordens vom Goldenen Vlies und stand lange in großer Gunst bei Hof; seine Frau Anne-Claude-Louise d’Arpajon war die erste Hofdame der Königin Marie-Antoinette und wurde als Madame l’Etiquette bekannt. Diese Nähe zum Königshof brachte beide Eheleute am 27. Juni 1794 unter die Guillotine. Ihre beiden Söhne, Philippe-Louis-Marc-Antoine de Noailles, prince de Poix (1752–1819) und Louis-Marie de Noailles, vicomte de Noailles (1756–1804), wurden 1789 bis 1791 Mitglieder der verfassunggebenden Versammlung. Letzterer war auch als General tätig, kämpfte unter Rochambeau in Santo Domingo und starb in Havanna.

## Weitere Mitglieder der Familie
1. Pierre-Bienvenu Noailles (1793–1861), französischer Priester
2. Anna de Noailles (Prinzessin Anna Élisabeth Bibesco de Brancovan, Comtesse de Noailles; 1876–1933), französische Lyrikerin und Schriftstellerin
3. Marie-Victoire de Noailles (1688–1766), französische Adlige
4. Marie-Laure de Noailles, geborene Bischoffsheim (1902–1970), französische Schriftstellerin, Dichterin und Malerin; sowie Kunstmäzen der Avantgarde